# Scianna血型系统
Scianna血型系統，是一種檢驗稀有血型的系統。

## 等位基因
Scianna血型系統的等位基因抗原可區分為兩種抗原，分別是高頻抗原的Se1抗原和低頻抗原的Se2抗原。等位基因ERMAP位置位於1號染色體。